# Haringvlietbrug
De Haringvlietbrug verbindt de Hoeksche Waard via de Hellegatsdam met Goeree-Overflakkee en via de Volkerakdam en de brug over de Volkeraksluizen met het vasteland van Noord-Brabant. Daarbij wordt een waterweg overbrugd die ten westen van de brug het Haringvliet heet, met ook het Hitsertse Gat of Vuile Gat, en ten oosten van de brug het Hollandsch Diep.
Over de brug voert de A29 naar het op de dam aangelegde knooppunt Hellegatsplein. De Haringvlietbrug en de zeewaarts gelegen Haringvlietdam zijn de enige vaste verbindingen over het Haringvliet, en de Moerdijkbrug is het enige alternatief over het Hollands Diep. Daarmee is de Haringvlietbrug een belangrijke verbinding tussen Zuid-Holland, Zeeland en Noord-Brabant.
De bouw van de brug is betaald door de "NV Brugverbinding Goeree-Overflakkee en Hoeksche Waard". Dit was een initiatief vanuit Goeree-Overflakkee en was bedoeld om een einde te maken aan het isolement, want voor de bouw van de brug was het eiland alleen bereikbaar met de pont.
De officiële opening van de brug op 20 juli 1964 werd verricht door minister mr. Jan van Aartsen van het Ministerie van Verkeer en Waterstaat en door Pieter D. Sieling, president-commissaris van de NV Brugverbinding. De brug was de eerste tien jaar een tolbrug. In 1975 is hij overgenomen door Rijkswaterstaat.

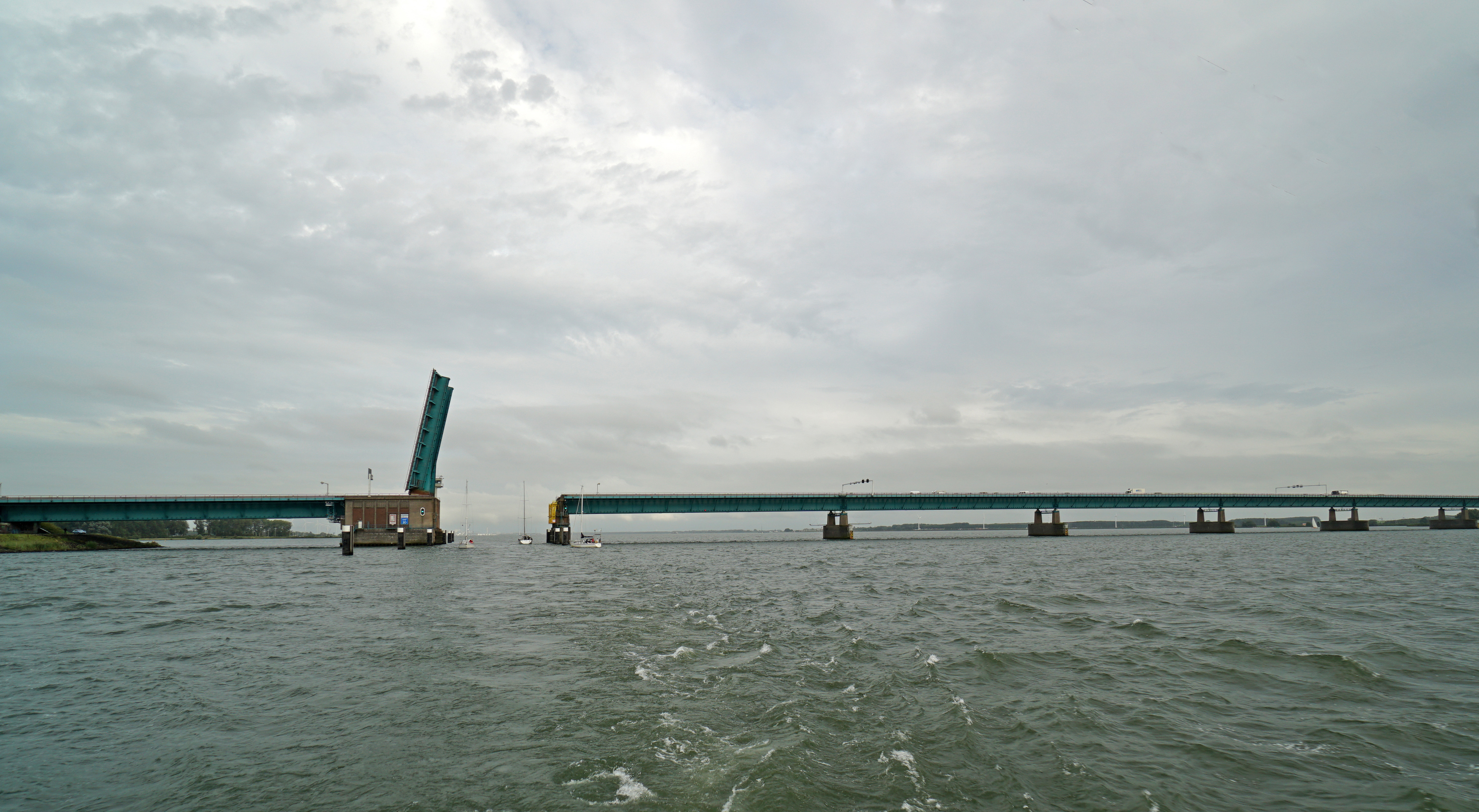
In de brug zit een gedeelte dat kan worden geopend voor de scheepvaart

## Gebruiksbeperkingen sinds medio 2021
Eind juni 2021 heeft de minister van Infrastructuur en Waterstaat ingrijpende maatregelen getroffen omdat de brug door intensief gebruik en kennelijk onvoldoende onderhoud gevaarlijk in het gebruik is geworden: totdat groot onderhoud is uitgevoerd - planning vervanging brugklep 2023; planning onderhoud vaste deel van de brug 2025 - per rijrichting is er nu een normale en een versmalde rijstrook beschikbaar en de maximumsnelheid is beperkt tot 50 km/u. Voor de scheepvaart wordt de brug voorlopig nog maar een keer per week geopend. Op 4 augustus 2023 ging de brug weer, zonder beperkingen, open voor het wegverkeer.